# Nabróż-Kolonia
Nabróż-Kolonia – kolonia w Polsce położona w województwie lubelskim, w powiecie tomaszowskim, w gminie Łaszczów.
W latach 1975–1998 miejscowość administracyjnie należała do województwa zamojskiego.
Kolonia wchodzi w skład sołectwa Nabróż. Według Narodowego Spisu Powszechnego z roku 2011 kolonia liczyła 194 mieszkańców.
Kolonia jest siedzibą rzymskokatolickiej parafii Wniebowzięcia Najświętszej Maryi Panny w Nabrożu-Kolonii.